# Gran Premio del Lussemburgo 1998
Il Gran Premio del Lussemburgo 1998 fu il quindicesimo appuntamento della stagione di Formula 1 1998.
Disputatosi il 27 settembre sul Nürburgring, ha visto la vittoria di Mika Häkkinen su McLaren, seguito da Michael Schumacher e da David Coulthard.

## Pre Gara
Ufficiale lo scambio di volanti tutto tedesco fra Frentzen e Ralf Schumacher con il primo alla Jordan e il secondo alla Williams.

## Qualifiche
Per la prima volta dal Gran Premio del Belgio 1995 la Ferrari conquista tutta la prima fila dello schieramento: Michael Schumacher centra la seconda pole stagionale e consecutiva, seguito dal compagno di squadra Irvine che riesce a precedere Häkkinen e Coulthard, divisi però da un ottimo Fisichella. Seguono Ralf Schumacher, Frentzen, Wurz, Villeneuve e Hill; da segnalare che a parte Schumacher ben nove piloti si trovano racchiusi in meno di un secondo.

### Classifica
I risultati della sessione di qualifica sono stati i seguenti:
| Pos | Nº | Pilota                | Costruttore         | Tempo    | Distacco |
| --- | -- | --------------------- | ------------------- | -------- | -------- |
| 1   | 3  | Michael Schumacher    | Ferrari             | 1'18"561 |          |
| 2   | 4  | Eddie Irvine          | Ferrari             | 1'18"907 | +0"346   |
| 3   | 8  | Mika Häkkinen         | McLaren-Mercedes    | 1'18"940 | +0"379   |
| 4   | 5  | Giancarlo Fisichella  | Benetton-Playlife   | 1'19"048 | +0"487   |
| 5   | 7  | David Coulthard       | McLaren-Mercedes    | 1'19"169 | +0"608   |
| 6   | 10 | Ralf Schumacher       | Jordan-Mugen-Honda  | 1'19"455 | +0"894   |
| 7   | 2  | Heinz-Harald Frentzen | Williams-Mecachrome | 1'19"522 | +0"961   |
| 8   | 6  | Alexander Wurz        | Benetton-Playlife   | 1'19"569 | +1"008   |
| 9   | 1  | Jacques Villeneuve    | Williams-Mecachrome | 1'19"631 | +1"070   |
| 10  | 9  | Damon Hill            | Jordan-Mugen-Honda  | 1'19"807 | +1"246   |
| 11  | 14 | Jean Alesi            | Sauber-Petronas     | 1'20"493 | +1"932   |
| 12  | 18 | Rubens Barrichello    | Stewart-Ford        | 1'20"530 | +1"969   |
| 13  | 15 | Johnny Herbert        | Sauber-Petronas     | 1'20"650 | +2"089   |
| 14  | 12 | Jarno Trulli          | Prost-Peugeot       | 1'20"709 | +2"148   |
| 15  | 11 | Olivier Panis         | Prost-Peugeot       | 1'21"048 | +2"487   |
| 16  | 17 | Mika Salo             | Arrows              | 1'21"120 | +2"559   |
| 17  | 16 | Pedro Diniz           | Arrows              | 1'21"258 | +2"697   |
| 18  | 19 | Jos Verstappen        | Stewart-Ford        | 1'21"501 | +2"940   |
| 19  | 21 | Toranosuke Takagi     | Tyrrell-Ford        | 1'21"525 | +2"964   |
| 20  | 22 | Shinji Nakano         | Minardi-Ford        | 1'22"078 | +3"517   |
| 21  | 23 | Esteban Tuero         | Minardi-Ford        | 1'22"146 | +3"585   |
| 22  | 20 | Ricardo Rosset        | Tyrrell-Ford        | 1'22"822 | +4"261   |

## Gara
Irvine è più veloce di Schumacher e passa in testa alla prima curva davanti alle due McLaren, con Coulthard che si fa subito da parte ed evita così di sorpassare Häkkinen; seguono le due Benetton di Fisichella e Wurz e poi Frentzen, Ralf Schumacher, Villeneuve ed Hill. Alla fine del primo giro anche Irvine si fa da parte e fa passare Schumacher, che cerca così di allungare sulle due McLaren partite più cariche di benzina.
Al 4º giro Barrichello arriva lungo e viene passato da Alesi e Herbert. Tre tornate dopo Trulli e Diniz in lotta fra loro si fermano contemporaneamente per guasti meccanici. Hakkinen fatica molto ad inizio gara col carico di benzina, ma cambia decisamente passo verso il 10º giro cominciando ad attaccare Irvine; al 12º giro, il ferrarista sbanda alla chicane ed Hakkinen è costretto ad un controsterzo per evitare il contatto, senza però riuscire a guadagnare la seconda posizione (sul rettilineo successivo Mika manda platealmente a quel paese il pilota Irlandese); una tornata più tardi il finlandese riprova di nuovo l'attacco, sempre alla chicane, riuscendo questa volta nel sorpasso. Schumacher nel frattempo approfitta della bagarre per aumentare ancor di più il suo vantaggio.
In pochi giri Irvine viene raggiunto anche da Coulthard, dalle due Benetton e successivamente anche da Frentzen, ma riesce a mantenere la terza posizione fino alle soste.
Hakkinen ora ha pista libera davanti a sé  e fa segnare tempi record, il vantaggio di Schumacher dunque non decolla: prima del sorpasso era di circa 8.5" ma quando il tedesco si ferma per il primo Pit, al 24º giro, è già sceso a 5". Il finlandese adesso è in testa e con la vettura ormai quasi scarica di benzina, riesce a girare velocissimo; i 17 secondi di vantaggio accumulati non sembrano ancora sufficienti per poter mantenere il comando anche dopo il pit stop, ma Schumacher trova due doppiati davanti a sé non riuscendo a sorpassarli in fretta, e dunque Hakkinen entra ai box al 28º giro col vantaggio aumentato a 19"; al rientro in pista il finlandese riesce a chiudere la prima curva davanti alla Ferrari davvero per un soffio. Anche Coulthard ha buon gioco di Irvine, grazie ai rifornimenti.
Häkkinen è in testa davanti a Schumacher, Villeneuve (che ha optato per una sola sosta), Coulthard, Irvine, Frenzten (abile nello sfruttare la maggior rapidità dei  meccanici Williams rispetto a quelli della Benetton), Fisichella e Wurz. Il campione del mondo in carica Villeneuve, si ferma per il suo unico Pit al 31º giro, ma qui i meccanici della Williams non sono impeccabili e combinano l'ennesimo pasticcio della stagione: non tutta la benzina entra nel serbatoio e il canadese deve rientrare nuovamente ai box poco dopo.
Dietro i primi tre Frentzen si fa sotto ad Irvine e si porta dietro Fisichella e Wurz. Al 38º giro Fisichella passa di forza Frentzen e conquista il quinto posto. La gioia per il romano dura poco perché la Tyrrell di Rosset rompe il motore proprio davanti ai box e la Benetton scivola sull'olio: Fisichella esce per prati e viene passato da Frenzten e Wurz.
M. Schumacher tenta in tutti i modi di rimanere incollato alla McLaren per provare un controsorpasso al secondo pit stop, i due piloti di testa  rimangono vicini per circa una dozzina di giri, ma successivamente Hakkinen riesce a prendersi due secondi e mezzo di vantaggio e anche dopo la seconda sosta il ferrarista resta dietro nonostante la fila di doppiati che compare davanti al finlandese nel giro in cui egli rientra ai box (una tornata più tardi del suo inseguitore). Seguono poi Coulthard, Irvine, Frentzen e Fisichella che ha ripassato Wurz  grazie alle soste e Villeneuve. La corsa ha perso nel frattempo Herbert al 37º giro e Ralf Schumacher al 53º.
La situazione resta stabile fino alla fine con Häkkinen che aumenta il vantaggio fino a 6 secondi (rallentando poi nel finale) e trionfa sulla McLaren-Mercedes nel gran premio di casa e si avvicina al titolo mondiale quando manca solo una gara al termine. Schumacher è secondo, Coulthard terzo, poi giungono Irvine, Frentzen e Fisichella.
Häkkinen adesso ha 90 punti contro gli 86 di Schumacher, seguono Coulthard 52 ed Irvine 41: per vincere il mondiale Schumy deve conquistare l'ultima gara e sperare che qualcuno arrivi davanti al finlandese. Nella classifica costruttori la McLaren-Mercedes ottiene il vantaggio decisivo con 142 davanti ai 127 della Ferrari, che per ottenere il titolo dovrebbe fare doppietta sperando in doppio 0 del duo di Woking. Incerta la lotta per la terza posizione con Williams a 35, Benetton a 33 e Jordan a 31 lunghezze iridate.

### Classifica
I risultati del Gran Premio sono stati i seguenti:
| Pos | Nº | Pilota                | Costruttore/Motore  | Giri | Tempo/Ritiro | Griglia | Punti |
| --- | -- | --------------------- | ------------------- | ---- | ------------ | ------- | ----- |
| 1   | 8  | Mika Häkkinen         | McLaren-Mercedes    | 67   | 1h 32'14"789 | 3       | 10    |
| 2   | 3  | Michael Schumacher    | Ferrari             | 67   | +1"211       | 1       | 6     |
| 3   | 7  | David Coulthard       | McLaren-Mercedes    | 67   | +34"163      | 5       | 4     |
| 4   | 4  | Eddie Irvine          | Ferrari             | 67   | +58"182      | 2       | 3     |
| 5   | 2  | Heinz-Harald Frentzen | Williams-Mecachrome | 67   | +1'00"247    | 7       | 2     |
| 6   | 5  | Giancarlo Fisichella  | Benetton-Playlife   | 67   | +1'01"359    | 4       | 1     |
| 7   | 6  | Alexander Wurz        | Benetton-Playlife   | 67   | +1'04"789    | 8       |       |
| 8   | 1  | Jacques Villeneuve    | Williams-Mecachrome | 66   | +1 giro      | 9       |       |
| 9   | 9  | Damon Hill            | Jordan-Mugen-Honda  | 66   | +1 giro      | 10      |       |
| 10  | 14 | Jean Alesi            | Sauber-Petronas     | 66   | +1 giro      | 11      |       |
| 11  | 18 | Rubens Barrichello    | Stewart-Ford        | 65   | +2 giri      | 12      |       |
| 12  | 11 | Olivier Panis         | Prost-Peugeot       | 65   | +2 giri      | 15      |       |
| 13  | 19 | Jos Verstappen        | Stewart-Ford        | 65   | +2 giri      | 18      |       |
| 14  | 17 | Mika Salo             | Arrows              | 65   | +2 giri      | 16      |       |
| 15  | 22 | Shinji Nakano         | Minardi-Ford        | 65   | +2 giri      | 20      |       |
| 16  | 21 | Toranosuke Takagi     | Tyrrell-Ford        | 65   | +2 giri      | 19      |       |
| Rit | 23 | Esteban Tuero         | Minardi-Ford        | 56   | Motore       | 21      |       |
| Rit | 10 | Ralf Schumacher       | Jordan-Mugen-Honda  | 53   | Freni        | 6       |       |
| Rit | 15 | Johnny Herbert        | Sauber-Petronas     | 37   | Motore       | 13      |       |
| Rit | 20 | Ricardo Rosset        | Tyrrell-Ford        | 36   | Motore       | 22      |       |
| Rit | 12 | Jarno Trulli          | Prost-Peugeot       | 6    | Trasmissione | 14      |       |
| Rit | 16 | Pedro Diniz           | Arrows              | 6    | Idraulico    | 17      |       |

## Classifiche

### Piloti
| Pos. | Pilota                | Punti |
| ---- | --------------------- | ----- |
| 1    | Mika Häkkinen         | 90    |
| 2    | Michael Schumacher    | 86    |
| 3    | David Coulthard       | 52    |
| 4    | Eddie Irvine          | 41    |
| 5    | Jacques Villeneuve    | 20    |
| 6    | Damon Hill            | 17    |
| 7    | Alexander Wurz        | 17    |
| 8    | Giancarlo Fisichella  | 16    |
| 9    | Heinz-Harald Frentzen | 15    |
| 10   | Ralf Schumacher       | 14    |
| 11   | Jean Alesi            | 9     |
| 12   | Rubens Barrichello    | 4     |
| 13   | Mika Salo             | 3     |
| 13   | Pedro Diniz           | 3     |
| 15   | Johnny Herbert        | 1     |
| 15   | Jan Magnussen         | 1     |
| 15   | Jarno Trulli          | 1     |

### Costruttori
| Pos. | Scuderia            | Punti |
| ---- | ------------------- | ----- |
| 1    | McLaren-Mercedes    | 142   |
| 2    | Ferrari             | 127   |
| 3    | Williams-Mecachrome | 35    |
| 4    | Benetton-Playlife   | 33    |
| 5    | Jordan-Mugen-Honda  | 31    |
| 6    | Sauber-Petronas     | 10    |
| 7    | Arrows              | 6     |
| 8    | Stewart-Ford        | 5     |
| 9    | Prost-Peugeot       | 1     |